# More cowbell!

"O Bruce Dickinson" (Christopher Walken) exige o uso de "mais cowbells"

More cowbell (more do ingl. “mais” e cowbell “caneca” (instrumento musical) “sino de vaca” (literalmente); “mais caneca”) é um bordão usado na cultura popular norte americana, derivado de um esquete humorístico, que satiriza a gravação de estúdio da faixa “(Don't Fear) The Reaper” da banda Blue Öyster Cult.
O esquete conta com a presença do convidado especial Christopher Walken, representando "O Bruce Dickinson" (produtor) — a não ser confundido com o cantor britânico Bruce Dickinson da banda Iron Maiden — e também do autor do skript e protagonista do show, Will Ferrell, atuando como o percussionista fictício, Gene Frenkle, que tocava a caneca.
O esquete foi apresentado originalmente dia 8 de abril de 2000 no programa de auditório Saturday Night Live, da rede televisiva norte-americana NBC. A convidada musical no dia foi a cantora Christina Aguilera.[carece de fontes?]

## Sinopse e enredo
A encenação seria parte de episódio da série Behind the Music (canal VH1), documentário da banda Blue Öyster Cult. Esta começa se apresentando como sendo a gravação do maior sucesso da banda “(Don't Fear) The Reaper” do álbum de estúdio Agents of Fortune, que ocorreu no ano de 1976. O produtor Bruce Dickinson (representado por Christopher Walken) introduz sua pessoa como sendo "O Bruce Dickinson" e acrescentando que a banda tem um "som que aparenta ser bombástico".
Dickinson logo dá o comando para iniciar a sessão de gravações e a banda começa a tocar, mas interrompe então a execução da música dentro de pouco porquê o volume do som da caneca (em inglês "cowbell"), tocada pelo personagem Gene Frenkle (Will Ferrell), é demasiadamente irritante e distrai os músicos. Dickinson vem tirar satisfação e, para a surpresa do resto da banda, ele demanda que a canção necessita de "more cowbell!" ("mais caneca!").
As gravações são interrompidas mais algumas vezes pelo mesmo motivo e Dickinson continua a insistir na sua teoria de que o instrumento realça a música. Após vários takes a insatisfação se generaliza na banda gerando hostilidades perante o percussionista Frenkle. A situação se escala tornando as discussões cada vez mais infantis.
Frenkle também se decepciona e faz então um apelo para poder gravar sua parte em separado. Por final os músicos se reconciliam e insistem para fazerem a gravação em conjunto, num ato de tolerância para com Frenkle. A banda recomeça a tocar e o esquete termina congelando a imagem no músico tocando a caneca com a mensagem sobreposta: "In Memoriam: Gene Frenkle: 1950–2000." ("Em memória a Gene Frenkle: 1950–2000."), numa alusão fictícia, como em homenagem ao músico.

## Fantasia e fatos reais
- A caneca é de facto usada na canção "(Don't Fear) The Reaper". No entanto o seu som é praticamente inaudível em meio aos outros instrumentos.[1]
- O esquete conseguiu reconstruir com precisão o visual da banda durante os anos 70. No entanto omitiu alguns detalhes das gravações[1]
- O vocalista de "Don't Fear the Reaper" foi Donald Roeser e não Eric Bloom.[1]
- Gene Frenkle é um personagem fictivo. Apesar disso alguns fans da banda parecem ocasionalmente expressar condolências pela sua morte.[1]
- O renomado Bruce Dickinson[2] não produziu "(Don't Fear) The Reaper". Os verdadeiros produtores são respectivamente David Lucas, Sandy Pearlman e Murray Krugman.[3][4]
- Há controversas sobre quem realmente tocou a caneca na música. Três pessoas reclamam a fama para si: o produtor David Lucas,[5][6][7] o guitarrista/vocalista Eric Bloom[8] (mas a ideia original teria vindo de David Lucas),[3] Albert Bouchard (o irmão do baixista Joe Bouchard) através de overdub pós-gravação.[1]
- O baterista era Albert Bouchard, e não Bobby Rondinelli, que só entrou no grupo no fim dos anos 90.

## Créditos do sketch
- Jimmy Fallon como Albert Bouchard tocando bateria.
- Will Ferrell como Gene Frenkle tocando a caneca (cowbell).
- Chris Kattan como Buck Dharma tocando guitarra.
- Chris Parnell como Eric Bloom nos vocais e guitarra.
- Horatio Sanz como Joe Bouchard no baixo.
- Christopher Walken como produtor musical ("O Bruce Dickinson").